# Alfons van Goethem
Alfons van Goethem (Mortsel, 29 april 1929 – München (Pasing), 22 april 1968) was een Belgisch zanger. Zijn stembereik was tenor.
Hij kreeg zijn muziekopleiding aan de Universiteit van Gent, de muziekacademie van Mortsel en privé bij Edward Liechtenstein in Nederland en Tino Pattiera in Wenen. Zijn debuut vond rond 1951 in Antwerpen. Hij trad toe tot de Koninklijke Vlaamse Opera van die stad en trad daarbij onder meer op als Turridu in Cavalleria rusticana (1957). Daarna volgde diverse operagezelschappen, zoals in Düsseldorf (Deutsche Opera m Rhein), Keulen (Stadsoper), Basel, Kaldenkerken en München (Theater am Gärtnerplatz). Rond die laatste stad werkten meer Belgische artiesten, zodat er ironisch werd gesproken over een "Belgische kolonie". Van Goethem overleed op vrij jonge leeftijd; hij werd net geen veertig jaar.
- Gemeinsame Normdatei: 132442191
- International Standard Name Identifier: 0000 0000 2238 0826
- Virtual International Authority File: 15931350
- WorldCat: E39PBJtMr4WJtFFPQvKRvvWVYP